# Habenaria lisowskiana
Habenaria lisowskiana är en orkidéart som beskrevs av Daniel Geerinck. Habenaria lisowskiana ingår i släktet Habenaria och familjen orkidéer. Inga underarter finns listade i Catalogue of Life.